# Проспект Чуй
Проспе́кт Чуй (кирг. Чүй проспекти, в русском также встречается неофициальный вариант Чу́йский проспе́кт) — главная улица Бишкека — столицы Кыргызстана.

## География
Проспект проходит с востока на запад по территории Свердловского, Первомайского и Ленинского районов столицы, пересекая практически весь центр города. Начинается от перекрёстка проспекта Шабдан Баатыра с улицами 7 Апреля и Курманджан Датки, проходит по мосту над рекой Аламедин, пересекает улицы Ибраимова, Абдрахманова, бульвар Эркиндик, улицу Тоголок Молдо, проспект Манаса, бульвар Молодой Гвардии, улицу Бейшеналиева и ещё несколько менее важных улиц, проходит по мосту над рекой Ала-Арча и заканчивается, переходя в проспект Дэн Сяопина после пересечения с улицей Фучика. Длина проспекта составляет немногим более 6 километров.

## История
Улица возникла одновременно с основанием Пишпека, первоначально называлась Купеческой, несколько раз меняла название в советское время. Так, в 1924 году Купеческая была переименована в Гражданскую, в 1936 — в улицу имени Сталина, в 1961 — улицу XXII Партсъезда. В 1974 году часть улицы стала проспектом и получила имя В. И. Ленина. После получения Кыргызстаном независимости Ленинский проспект был переименован в проспект Чуй.
4 августа 2025 года по программе «Одна улица — одно название» Мэрии г. Бишкек улицы Михаила Фрунзе и проспект Дэна Сяопина а так-же проспект Шабдана баатыра были переименованы в проспект Чуй от западной административной границы города до ул. Мухтара Ауэзова.

## Застройка
- дом 2 — Бишкекская ТЭЦ
- дом 12А — «Бишкексут» комбинат по производству молочных продуктов
- дом 96 — Кыргызтелеком (бывший Центральный телеграф), столичный главпочтамт, башня с часами
- дом 166 — мэрия Бишкека
- дом 184 — кинотеатр «Октябрь»
- дом 187 — кинотеатр «Ала-Тоо»
- дом 203 — Киргизский государственный исторический музей
- дом 205 — Белый дом
- дом 207 — Дом профсоюзов
- дом 213 — кинотеатр «Россия»
- дом 251 — Киргизская национальная филармония имени Т. Сатылганова
- дом 256А — Национальная академия наук Киргизской Республики